# Hartmut Halfmeier
Hartmut Halfmeier (* 4. August 1940 in Bochum; † 16. Juni 2023 in Hamburg) war ein deutscher Verwaltungsjurist. Er war Senatsdirektor der Freien und Hansestadt Hamburg und Kanzler der Universität Hamburg.

## Leben und Wirken
Hartmut Halfmeier wurde 1940 in Bochum geboren. Er wuchs in Altena/Westfalen auf, wo er 1961 das Abitur ablegte. Im anschließenden Wehrdienst wurde er Leutnant der Reserve. Von 1962 bis 1967 studierte er Jura an der FU Berlin sowie in Bonn und in Hamburg. Die beiden juristischen Staatsprüfungen legte er 1967 und 1970 in Hamburg ab. Dort trat er in den hamburgischen Verwaltungsdienst ein und war unter anderem an der Entwicklung der einstufigen Juristenausbildung beteiligt. Nach langjähriger Tätigkeit in der Wissenschaftsbehörde und einer Abordnung zur Unterstützung der Verwaltung in Hamburgs Partnerstadt Dresden (1989–1990) wurde Halfmeier 1991 zum Verwaltungsleiter (Kanzler) der Universität Hamburg ernannt. In diesem Amt war er bis zu seiner Pensionierung im Jahr 2003 tätig. Er wurde mit der Ehrenmedaille der Universität Hamburg ausgezeichnet.
Hartmut Halfmeier war die meiste Zeit seines Lebens aktives Mitglied der SPD. Von 1978 bis 1980 war er Vorsitzender des  SPD-Kreisverbands Hamburg-Eimsbüttel.
Im Ruhestand war er ehrenamtlich tätig als Geschäftsführer der Aby-Warburg-Stiftung.
Hartmut Halfmeier war zweimal verheiratet und hatte zwei Kinder. In den späten 1970er Jahren gehörte er mit der von ihm gegründeten Zeitschrift Stabsanzeiger zu den Pionieren der deutschen Postspiel-Szene.